# Веддербёрн, Джозеф
Джо́зеф Ге́нри Макла́ген Ве́ддербёрн (или Уэ́ддербёрн, англ. Joseph Henry Maclagan Wedderburn, 1882—1948) — шотландский, позднее американский математик, профессор Принстонского университета, алгебраист. Основные труды посвящены общей алгебре, из его достижений наиболее известна теорема Веддербёрна.
Член Эдинбургского королевского общества (1903) и лауреат его золотой медали (1921). Член Лондонского королевского общества (1933). 

## Биография
Родился в городке Форфар (восточная Шотландия) в семье врача, где был десятым из четырнадцати детей. В 1898 году поступил в Эдинбургский университет, который окончил в 1903 году. В этом же 1903 году опубликовал свои первые три статьи. Магистерскую диссертацию он защитил с высшим отличием в области математики, благодаря чему был сразу избран членом Эдинбургского королевского общества.
Далее Веддербёрн около года продолжал образование в университетах Лейпцига и Берлина. В Берлине он познакомился с крупными алгебраистами Фробениусом и Шуром. В 1904 году Веддербёрн получил стипендию Карнеги, что позволило ему провести 1904—1905 годы в Университете Чикаго. Там он работал с Вебленом, Муром и Леонардом Диксоном, лидером американских алгебраистов того периода.
Вернувшись в Шотландию в 1905 году, Веддербёрн работал в течение четырех лет в университете Эдинбурга в качестве доцента. В 1908 году защитил докторскую диссертацию в Эдинбургском университете. В период 1906—1908 Веддербёрн был также редактором журнала «Труды Эдинбургского математического общества».
Одна из самых известных статей Уэддерберна называлась «О гиперкомплексных числах», она была опубликованной в 1907 году в «Трудах Лондонского математического общества» и удостоена диплома. В этой работе дана полная классификация простых и полупростых алгебр.
В 1909 году Веддербёрн вновь прибыл в Соединённые Штаты и стал преподавателем (preceptor) математики в Принстонском университете (с 1921 года — профессор). Коллегами по кафедре были Веблен и Джордж Биркгоф. 
После начала Первой мировой войны (1914) Веддербёрн как британский подданный записался добровольцем в армию Великобритании. Его определили в полк Seaforth Highlanders, размещённый во Франции, и дали чин лейтенанта. С 1915 года он капитан Корпуса королевских инженеров. В ходе службы он изобрёл акустический прибор для обнаружения вражеской артиллерии.
Вернувшись в Принстон после войны (1918), Веддербёрн стал адъюнкт-профессором (1921), был также редактором журнала Annals математики (до 1928 года). Одним из его учеников был Натан Джекобсон.
В последние годы Веддербёрн, не обзавёвшийся семьёй, страдал от одиночества и депрессии. В 1945 году он досрочно вышел в отставку. Три года спустя его смерть от сердечного приступа оставалась незамеченной в течение нескольких дней. Его личный архив был, согласно завещанию, уничтожен.

## Научная деятельность
Всего Веддербёрн опубликовал около 40 книг и статей, которые существенно обогатили теорию колец, алгебр и теорию матриц.
Одновременно с Леонардом Диксоном Веддербёрн доказал (1905) теорему Веддербёрна: каждое конечное тело коммутативно, то есть является полем. В 1914 году Веддербёрн и Диксон опубликовали первые примеры некоммутативных полей с центрами ранга {\displaystyle n^{2}}. Вариация теоремы Веддербёрна: всякая конечная алгебра с делением есть поле; следствия из этой  теоремы дают полную структуру всей конечной проективной геометрии.
Веддербёрн внёс значительный вклад в теорию линейных ассоциативных алгебр и в общую теорию абстрактных алгебр, обобщив (1907) результаты Э. Ж. Картана.
Веддербёрн доказал теорему (обобщённую позже Артином), полностью описывающую строение ассоциативных артиновых колец без нильпотентных идеалов (теорема Артина — Веддербёрна).
Работал также в области теории гиперкомплексных чисел, теории групп и матричной алгебры. Его монография «Лекции о матрицах» (1934) стала классической.